# Tall Kauran
Tall Kauran (arab. تل كوران) – wieś w Syrii, w muhafazie Al-Hasaka. W większości zamieszkana przez Asyryjczyów należących do Asyryjskiego Kościoła Wschodu. W wieś 2004 liczyła 183 mieszkańców.
24 kwietnia 2019 we wsi została utworzona ormiańska Brygada Męczennika Nubara Ozanyana wchodząca w skład Syryjskich Sił Demokratycznych.